# Virginia Slims of Nashville 1984
Virginia Slims of Nashville 1984 — жіночий тенісний турнір, що проходив на закритих кортах з твердим покриттям у Нашвіллі (США). Належав до Світової чемпіонської серії Вірджинії Слімс 1984. Тривав з 2 січня до 8 січня 1984 року.

## Фінальна частина

### Одиночний розряд
Дженні Клітч —  Пем Тігуарден 6–2, 6–1
- Для Клітч це був єдиний титул за кар'єру.

### Парний розряд
Шеррі Екер /  Кенді Рейнолдс —  Мері-Лу Деніелс /  Пола Сміт 5–7, 7–6, 7–6
- Для Екер це був єдиний титул за кар'єру. Для Рейнолдс це був 1-й титул за рік і 18-й — за кар'єру.